# Реймерс, Николай Фёдорович
Николай Фёдорович Реймерс (4 февраля 1931, Одесса — 31 января 1993, Москва) — советский зоолог, эколог, один из участников становления заповедного дела в СССР. Доктор биологических наук, профессор.

## Биография
Родился в семье физиолога растений Ф. Э. Реймерса. В начале 1950-х годов в связи с общей ситуацией в советской биологической науке отец Реймерса вместе с семьёй был вынужден переехать в Иркутск, а Николаю, после окончания первого курса МГУ, пришлось перейти на второй курс Иркутского государственного университета.
В 1956 году защитил диссертацию на соискание учёной степени кандидата биологических наук по теме «Значение птиц и млекопитающих в жизни кедровых лесов юга Средней Сибири».
На территориях от Сахалина до Центральной Сибири вровёл многолетние обширные полевые научные работы, посвящённые роли птиц, мелких млекопитающих и насекомых в организации экосистем. Результатом этих работ стали монографии «Насекомоядные и грызуны верхней Лены» (1963) и «Птицы и млекопитающие южной тайги Средней Сибири» (1966), а также ряд статей.
В 1966 году защитил диссертацию на соискание учёной степени доктора биологических наук по теме «Птицы и млекопитающие южной тайги Средней Сибири».
С начала 1960-х годов область интересов Реймерса постепенно стала смещаться в сторону теории и практики организации заповедного дела. В 1966 году он переехал в Подмосковье и стал заместителем директора по науке Приокско-Террасного заповедника; в 1968—1969 годах работал в Главном управлении по охране природы, заповедникам и охотничьему хозяйству Министерства сельского хозяйства СССР.
В должности руководителя лаборатории и главного научного сотрудника работал в ЦЭМИ РАН, затем — в Институте проблем рынка (созданного на базе ЦЭМИ). В 1988 году стал первым председателем Экологического союза СССР. C 1992 года — один из организаторов и первый декан экологического факультета МНЭПУ.
После продолжительной болезни скончался 31 января 1993 года.
С 1993 года в МНЭПУ ежегодно проводились Научные чтения памяти Н. Ф. Реймерса.

## Научная деятельность
От проблем аутэкологии и популяционной экологии Реймерс впоследствии перешёл к изучению проблем теоретической экологии, эколого-экономической науки (биоэкономики) и экологии человека. Активно пропагандировал и популяризовал науку, охрану природы, заповедное дело и рациональное природопользование (в журналах «Наука и жизнь», «Природа», «Химия и жизнь» и газетных публикациях), много выступал с лекциями.
В монографии «Надежды на выживание человечества. Концептуальная экология» дал формулировки и систематизировал более 200 экологических законов, правил и принципов.
Биолог Б. М. Миркин писал:

Для этого наследия характерна неровность, что связано с вулканическим научным темпераментом и работоспособностью вечного двигателя, которыми обладал Реймерс. Он остро чувствовал заказ времени на разработку концепции выживания человечества и ощущал неподготовленность научного сообщества россиян к исполнению этого заказа, ужасаясь бедламу, который создали набежавшие в экологию дилетанты.
Реймерс пытался один заполнить все пробелы в экологии и буквально мчался от проблем биологической экологии к социальной. Понятно, что сплошь и рядом он опирался на свой талант дедуктивного мышления, а его озарения не подтверждались фактическим материалом. В конце жизни он выучил английский язык, но зарубежной литературы должным образом всё равно не знал, что, конечно, снижало качество его публикаций. Нередко его экология была просто эмоциональной.

## Основные работы

### Монографии
- Реймерс Н. Ф., Воронов Г. А. Насекомоядные и грызуны верхней Лены. — Иркутск: Книжное издательство, 1963. — 191 с.
- Реймерс Н. Ф. Птицы и млекопитающие южной тайги Средней Сибири. — М.-Л.: «Наука», 1966. — 420 с.
- Реймерс Н. Ф., Штильмарк Ф. Р. Особо охраняемые природные территории. — М.: «Мысль», 1978. — 295 с.
- Реймерс Н. Ф. Азбука природы. Микроэнциклопедия биосферы. — М.: «Знание», 1980. — 208 с.
- Реймерс Н. Ф., Яблоков А. В. Словарь терминов и понятий, связанных с охраной живой природы. — М.: «Наука», 1982. — 145 с.
- Реймерс Н. Ф. Основные биологические понятия и термины. Книга для учителя. — М.: «Просвещение», 1988. — 319 с. (Переизд. на молд. яз., 1989.)
- Реймерс Н. Ф. Природопользование. Словарь-справочник. — М.: «Мысль», 1990. — 639 с.
- Реймерс Н. Ф. Популярный биологический словарь. Отв. ред. А. В. Яблоков. — М.: «Наука», 1991. — 539 с.
- Реймерс Н. Ф. Экологизация. Введение в экологическую проблематику. — М.: Изд-во РОУ, 1992. — 121 с.
- Реймерс Н. Ф. Охрана природы и окружающей человека среды. Словарь-справочник. — М.: «Просвещение», 1992. — 319 с.
- Реймерс Н. Ф. Надежды на выживание человечества. Концептуальная экология. — М.: «Россия молодая», 1992. — 365 с.
- Реймерс Н. Ф. Экологизация. Введение в экологическую проблематику. — М.: Изд-во РОУ, 1994. — 99 с.
- Реймерс Н. Ф. Экология. Теории, законы, правила, принципы и гипотезы. — М.: «Россия молодая», 1994. — 366 с.
- Реймерс Н. Ф. Краткий словарь биологических терминов. Книга для учителя. 2-е изд. — М.: «Просвещение», 1995. — 367 с.

### Брошюры
- Реймерс Н. Ф. Под старыми кедрами. Рассказы и сказки. — Новосибирск: Книжное издательство, 1958. — 41 с.
- Реймерс Н. Ф. Большие качели. Научно-техническая революция и биосфера. — М.: «Знание», 1973. — 95 с.
- Реймерс Н. Ф. Энергия, биосфера, человек. — М.: Науч. центр биол. исслед., 1981. — 19 с. (Препринт.)
- Реймерс Н. Ф., Роздин И. А., Лестровой А. П. Твёрдые отходы химических производств и их переработка. — М.: НИИТЭхим, 1982. — 19 с.
- Реймерс Н. Ф., Холостов В. Г. Словарь охотника. — М.: «Физкультура и спорт», 1985. — 63 с.
- Реймерс Н. Ф., Роздин И. А., Лестровой А. П. Отходы как источники энергии. — М.: О-во «Знание» РСФСР, 1986. — 47 с.
- Реймерс Н. Ф. Цена равновесия (О с.-х. экологии). — М.: Агропромиздат, 1987. — 64 с.
- Реймерс Н. Ф. Методология научной (эколого-социально-экономической) экспертизы проектов и хозяйственных начинаний (Общие принципы). — М.: Б. и., 1990. — 24 с.

### Редакторская работа
- Вопросы региональной фенологии и биогеографии. Отв. ред. Н. Ф. Реймерс. — Иркутск: Книжное издательство, 1960. — 63 с.
- Сезонная и вековая динамика природы Сибири. Отв. ред. Н. Ф. Реймерс и Л. И. Малышев. — Иркутск: Книжное издательство, 1963. — 121 с.
- Яблоков А. В., Остроумов С. А. Охрана живой природы: проблемы и перспективы. Под ред. Н. Ф. Реймерса. — М.: «Лесная промышленность», 1983. — 271 с.
- Алтунина Г. С. Экология водного хозяйства. Краткая энциклопедия. Под ред. Н. Ф. Реймерса. — М.: [Б. и.], 1994. — 226 с.